# 2-Carboxybenzaldehyd
2-Carboxybenzaldehyd ist zugleich ein aromatischer Aldehyd (Benzaldehyd) und eine aromatische Carbonsäure (Benzoesäure) mit orthoständiger Anordnung der Substituenten. Die 2-Formylbenzoesäure steht im Gleichgewicht (Ring-Ketten-Tautomerie) mit dem cyclischen Lactol 3-Hydroxyphthalid, das mit Alkyl- und Aryl-Grignard-Verbindungen substituierte Phthalide bildet. Neben Phthalid-Derivaten leiten sich aus 2-Carboxybenzaldehyd auch andere benzoanellierte Heterocyclen, wie z. B. Isoindolinone oder Phthalazinone mit unterschiedlichen pharmakologischen Eigenschaften ab, darunter u. a. das Antihistaminikum Azelastin.

## Vorkommen und Darstellung
2-Carboxybenzaldehyd wurde erstmals 1887 als Phthalaldehydsäure aus Phthalid dargestellt und beschrieben. Durch Einwirkung von Brom auf Phthalid entsteht 2-Bromphthalid, das durch Erhitzen mit Wasser in einer Gesamtausbeute von 78 bis 83 % in 2-Formylbenzoesäure überführt wird.
Die Synthese von 1-Dichlormethyl-2-(trichlormethyl)benzol durch Photochlorierung von o-Xylol wurde ebenfalls 1887 berichtet.
Die Hydrolyse des Pentachlorxylols zum 2-Carboxybenzaldehyd erfolgt durch Kochen mit FeCl3-haltiger Salzsäure.
Bei der Umsetzung von Phthalsäureanhydrid mit Natriumtetracarbonylferrat wird nur eine der Carboxygruppen zum Aldehyd reduziert, die zweite bleibt unverändert.
Dabei wird 2-Carboxybenzaldehyd in einer Ausbeute von 61 % erhalten.
In einer Laborvorschrift ist die Oxidation von Naphthalin mit alkalischem Kaliumpermanganat angegeben, die allerdings nur eine Reinausbeute an 2-Carboxybenzaldehyd von 39 % liefert. Auch die Oxidation von Naphthalin mit Ozon zu 2-Formylbenzoesäure bietet keine wesentlichen Vorteile.

## Eigenschaften
Reiner 2-Carboxybenzaldehyd ist ein weißes Kristallpulver, das sich in Wasser und in kurzkettigen Alkoholen löst. In fester Form und in den meisten Lösungsmitteln liegt die Substanz in Folge von Ring-Ketten-Tautomerie als (racemisches) 3-Hydroxyphthalid (Lactol) vor.

## Anwendungen
In der Lactol-Form als 3-Hydroxyphthalid [3-Hydroxy-1(3H)-isobenzofuranon] verhält sich 2-Carboxybenzaldehyd wie ein Carbonsäureanhydrid und reagiert mit Alkoholen glatt zu 3-Alkoxyphthaliden.
Auch mit anderen nucleophilen Verbindungen, wie z. B. Thiolen, Aminen, Amiden usw., reagiert 3-Hydroxyphthalid ohne Katalysatorzusatz zu den entsprechenden Derivaten. So liefert die Umsetzung mit z. B. Morpholin in 91%iger Ausbeute 3-Morpholinylphthalid.
3-Hydroxyphthalid reagiert mit Thionylchlorid glatt unter Austausch der Hydroxygruppe (80–90 % Ausbeute) zum 3-Chlorphthalid.
Mit Grignard-Verbindungen lässt sich die Hydroxygruppe gegen den entsprechenden Alkyl- bzw. Aryl-Rest austauschen.
In Gegenwart von (+)-Cinchonin können bei der Umsetzung von (racemischem) 3-Hydroxyphthalid mit Carbonsäureanhydriden zu den entsprechenden chiralen 3-substituierten Phthaliden bei hohen Produktausbeuten Enantiomerenüberschüsse bis zu 90 % ee erzielt werden.
Einen alternativen Zugang zu (racemischen) 3-substituierten Phthaliden mit hohen Ausbeuten eröffnet die Reaktion von 2-Carboxybenzaldehyd und β-Ketosäuren in Gegenwart der Base 4-Anisidin und in Glycerin als Lösungsmittel.
Mit Hydrazin bzw. Alkylhydrazinen entstehen unter Säurekatalyse mit K10-Montmorillonit und Mikrowellenbestrahlung in quantitativer Ausbeute 1-(2H)-Phthalazinone in praktisch quantitativer Ausbeute.
Phthalazinone [1(2H)-Phthalazinone] sind wichtige Bausteine für Naturstoffe, Feinchemikalien und pharmazeutische Wirkstoffe.
Das als Vasodilatator wirksame Antihypertensivum Hydralazin ist aus 1(2H)-Phthalazinon nach Chlorierung zum 1-Chlorphthalazin und Reaktion mit Hydrazin zugänglich.
2-Carboxybenzaldehyd eignet sich auch zur Darstellung von N-substituierten Isoindolinonen (1-Isoindolinonen, 2,3-Dihydroindol-1-onen), die bei der Reaktion mit primären Aminen in Gegenwart von Platin-Nanodrähten und geringem Wasserstoffdruck in 1,4-Dioxan in sehr hohen Ausbeuten entstehen.
Führt man die Reaktion von 2-Carboxybenzaldehyd mit primären Aminen in Gegenwart von Dimethylphosphit durch, erhält man zunächst die entsprechenden Isoindolin-1-on-3-phosphonate, die nach Aktivierung mit Butyllithium mit aromatischen Aldehyden, wie z. B. Benzaldehyd in einer Horner-Wadsworth-Emmons-Reaktion in sehr hohen Ausbeuten in 3-(Arylmethylen)isoindolin-1-one überführt werden können.
In jüngerer Zeit hat 2-Formylbenzoesäure wegen seiner Reaktivität größeres Interesse als vielseitig verwendbarer Molekülbaustein in Multikomponentenreaktionen, z. B. der Ugi-Reaktion, zum Aufbau heterocyclischer annellierter Aromaten gefunden.
Funktionalisierte Isoindolinone sind in einer Dreikomponenten-Reaktion auch mit 2-Formylbenzoesäure und 2-Bromanilinen durch Palladium-katalysierte Carbonylierung in hohen Ausbeuten zugänglich.
Eine weitere Dreikomponenten-Reaktion – hier als Strecker-Synthese ausgeführt – mit 2-Carboxybenzaldehyd, primären Aminen und Kaliumcyanid in Methanol liefert im sauren Medium ein N-substituiertes Isoindolinon-1-carbonitril, formal mit zwei Mol HCN ein Aminoacetonitril-Derivat des Isoindolinons.
Beim Einsatz von 2-Formylbenzoesäure, Kaliumcyanid und äquimolarer Mengen primärer aromatischer Amine und Essigsäure werden substituierte Isochromen-1-one (Isocumarine, 1H-2-Benzopyran-1-one) in guten Ausbeuten erhalten.
Die erhaltenen Isochromenone lagern sich beim Erhitzen in DMSO unter Ringverengung in substituierte Isobenzofurane bzw. mit katalytischen Mengen Iod in Triethylamin quantitativ in Isoindolinone um.
Mit Isonitrilen statt Kaliumcyanid reagieren 2-Carboxybenzaldehyd und primäre aromatische Amine in Methanol zu substituierten Isochromen-1-onen, die mit Säurespuren zu Isoindolinonen umlagern.
Synthesevarianten für das als Lokalanästhetikum wirksame Isochinolin-Derivat Quinisocain und das Antihistaminikum Azelastin basieren ebenfalls auf 2-Carboxybenzaldehyd als Ausgangsstoff.